# Iridomyrmex itoi
Iridomyrmex itoi é uma espécie de formiga do gênero Iridomyrmex.